# Mordellistena cypria
Mordellistena cypria es una especie de coleóptero de la familia Mordellidae.

## Distribución geográfica
Habita en Chipre.